# Deforestación en Centroamérica

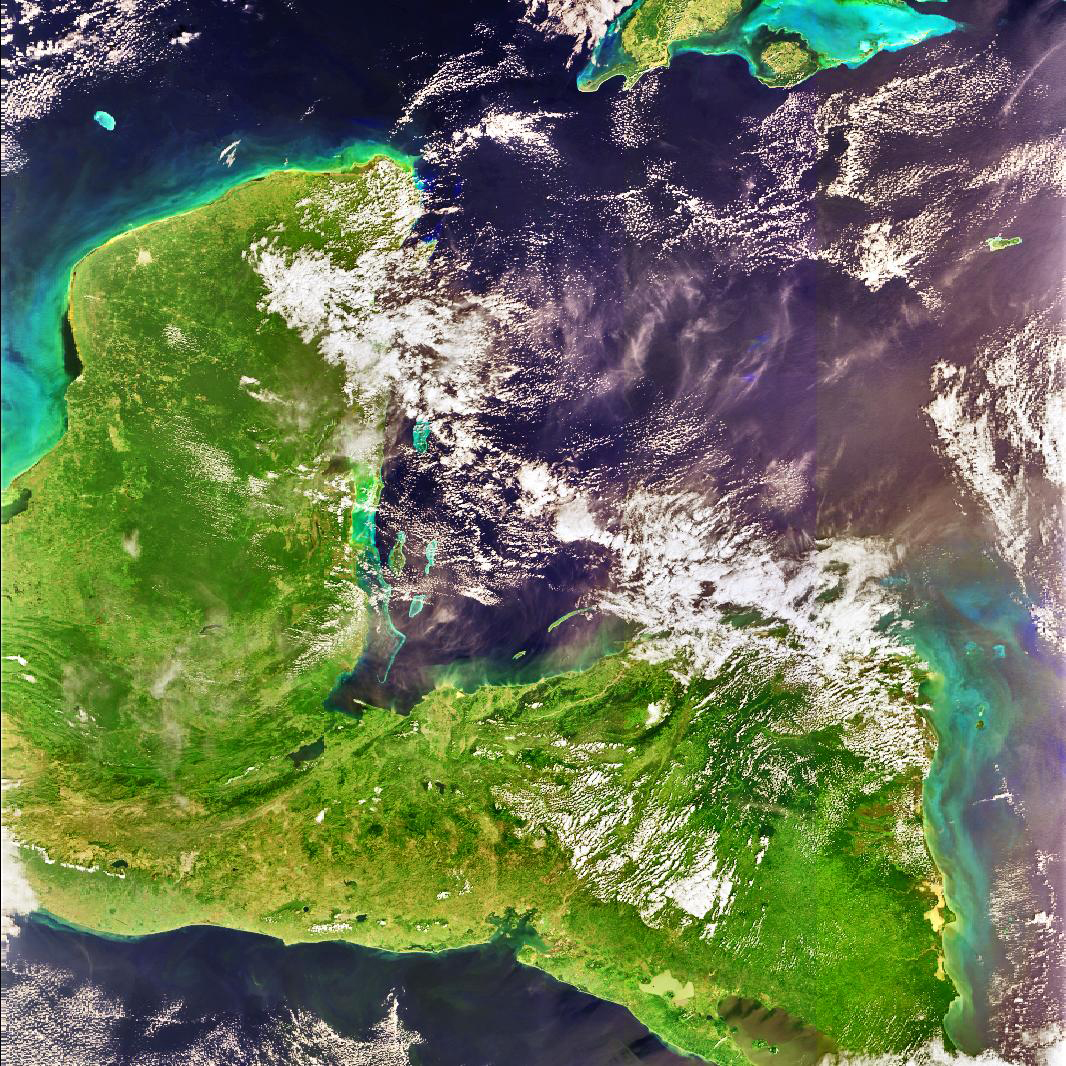
Imagen satelital de América Central

La deforestación es un proceso provocado por la acción de los humanos, en el que se destruye o agota la superficie forestal. Los países centroamericanos han experimentado ciclos de deforestación y reforestación desde el declive de la civilización maya, influenciados por muchos factores, como el crecimiento de la población y la agricultura. De 2001 a 2010, 5376 kilómetros cuadrados (2075,7 mi²) de bosque se perdieron en la región. En 2010, Belice tenía el 63 % de la cubierta forestal restante, Costa Rica 46 %, Panamá 45 %, Honduras 41 %, Guatemala 37 %, Nicaragua 29 % y El Salvador 21 %. La mayor parte de la pérdida ocurrió en el bioma del bosque húmedo, con 12 201 kilómetros cuadrados. La pérdida de vegetación leñosa fue parcialmente compensada por un plus en el bioma del bosque de coníferas con 4730 km2, y a 2054 km2. Los manglares y los desiertos contribuyeron solo con un 1 % a la pérdida de vegetación forestal. La mayor parte de la deforestación se localizó en las laderas caribeñas de Nicaragua, con menos de 8574 kilómetros cuadrados de bosque perdido en el período de 2001 a 2010. El rebrote más significativo de 3050 km2 de bosque fue visto en la vegetación leñosa conífera de Honduras.

## Historia
La historia de la mayoría de los países centroamericanos involucra ciclos de deforestación y reforestación. Para la antigua cultura maya en Copán, Honduras, el proceso de limpieza de grandes cantidades de tierra para su sociedad basada en la agricultura superó la capacidad de los bosques para reponerse de forma natural. Además de la limpieza de tierras para tierras agrícolas, los mayas consumieron grandes cantidades de madera como combustible y materiales de construcción, agotando rápidamente los recursos naturales de esta área. Eventualmente, la falta de leña puede haber causado problemas de salud entre aquellos que no pudieron cocinar adecuadamente sus alimentos o calentar sus habitaciones.
Para el siglo XV, la agricultura maya intensiva había reducido significativamente los bosques, pero no los había diezmado por completo. Antes de la llegada de los europeos, los bosques cubrían 500 000 kilómetros cuadrados, aproximadamente el 90 % de la región. La llegada de los españoles causó una fuerte disminución de la población como resultado de las enfermedades altamente contagiosas introducidas por los conquistadores. Esta reducción en la presión humana dio gran parte de la tierra que había sido limpiada para recuperar el tiempo de cultivo. Eventualmente, el forzamiento de la "economía monetaria de Europa en América Latina" creó la demanda para la exportación de productos primarios, lo que introdujo la necesidad de grandes cantidades de tierras agrícolas despejadas para producir esos productos. Si bien el cultivo de algunas exportaciones, como el tinte índigo y cochinilla, funcionó armoniosamente con la vegetación autóctona circundante, otros cultivos como el azúcar requirieron la tala de tierras y grandes cantidades de leña para impulsar el proceso de refinación, lo que provocó una deforestación rápida y destructiva. 
Desde el siglo XVIII hasta el siglo XX, las exportaciones de muebles de caoba se convirtieron en la principal causa del agotamiento de los bosques. La región experimentó un cambio económico en el siglo XIX a través de una "integración más completa en el sistema capitalista mundial". Esto, combinado con el conflicto con España, puso un énfasis aún mayor en el cultivo de plantaciones. A lo largo de los siglos XIX y XX, Europa y América del Norte se han convertido en los principales importadores de los cultivos de café y banano de la región, lo que aumenta la demanda en la tierra para producir grandes cantidades de estos cultivos comerciales y perpetúa la tala de más bosques en un intento de adquirir tierras de cultivo más explotables. 
Más recientemente, a partir de la década de 1960, la ganadería se ha convertido en la razón principal para la limpieza de tierras. El ganado magro alimentado con pasto producido por los ranchos centroamericanos (a diferencia del ganado alimentado con granos criados en otros lugares de América) se adaptaba perfectamente a los restaurantes de comida rápida de América del Norte y este mercado aparentemente sin fondo ha creado la llamada "conexión de hamburguesas" que vincula los "estilos de vida del consumidor en América del Norte con la deforestación en América Central". Esto demuestra cómo el mundo desarrollado ha tenido una influencia indirecta en el medio ambiente y el paisaje de los países en desarrollo.

## Causas

### Tala de árboles
La tala es otro factor que aumenta la deforestación de múltiples maneras. Aunque la tala regulada es mucho menos perjudicial para el bosque, la tala incontrolada prevalece en los países en desarrollo como Costa Rica, Panamá y Guatemala, debido a la demanda de madera para albergar a las poblaciones en crecimiento y la mala situación económica de quienes se ganan la vida en el bosque. Además, todas las formas de tala requieren la construcción de carreteras, lo que genera un fácil acceso para aquellos que buscan nuevas tierras para despejar para la agricultura. El uso de la madera como combustible primario para cocinar y calentar se ve agravado por la incapacidad de los países en desarrollo de pagar los altos precios del petróleo. Como resultado, la demanda de leña es "una de las causas de deforestación más comúnmente citadas".

### Narco-deforestación
La penetración del tráfico ilegal de drogas en toda la región diezma las tierras forestales y está impulsada principalmente por la demanda de narcóticos en América del Norte. Honduras y Nicaragua han sufrido algunas de las tasas más altas de deforestación en el mundo desde 2000 y en 2005 estas tasas de pérdida de bosques comenzaron a acelerarse, coincidiendo con una afluencia de la actividad del narcotráfico. Después de la elección de Felipe Calderón en 2006 y el inicio de la Guerra Mexicana contra las Drogas, muchas organizaciones mexicanas de narcotráfico (DTO) reubicaron sus operaciones hacia el sur atraídas por las fronteras porosas, la corrupción y las débiles instituciones públicas características de Guatemala, El Salvador y Honduras. Las tierras altas boscosas escasamente pobladas de estos países albergan poca presencia estatal y ofrecen un refugio perfecto para los DTO que buscan evadir la interdicción. 
El aumento del tráfico de cocaína a través de Guatemala y Honduras se correlaciona con un aumento en la tasa de pérdida de bosques en la región. En los bosques del este de Honduras, la cantidad de deforestación recientemente detectada es mayor a 5,29 hectáreas, mientras que en el Petén de Guatemala, una gran cantidad de pérdida de bosques fue igualada por un número sin precedentes de flujos de cocaína a través del área. Según el Dr. Kendra McSweeney, de la Universidad Estatal de Ohio, la tasa de deforestación de referencia en la región de aproximadamente 20 km2 por año se ha acelerado a 60 km2 por año bajo el efecto narco - una tasa de deforestación de alrededor del 10 %. En 2011, la Reserva de la Biosfera del Río Plátano en Honduras fue designada como "Patrimonio Mundial en Peligro" por la UNESCO debido al sorprendente grado de deforestación a manos de los narcotraficantes. el que lea esto se merece un 10 por ser tan responsable
Tres mecanismos interrelacionados explican la tendencia de pérdida de bosques luego del establecimiento de un centro de tránsito de drogas. El primero es la tala de bosques para la construcción de caminos clandestinos y pistas de aterrizaje utilizadas por vehículos que transportan narcóticos, pesticidas y fertilizantes. En segundo lugar, la afluencia de grandes cantidades de efectivo y armas en áreas que ya están débilmente gobernadas solo intensifica las presiones preexistentes sobre los bosques allí. La introducción del narcocapital en estas fronteras alienta a los terratenientes y otros actores de la región a participar en el tráfico de drogas, lo que a menudo deja a las comunidades indígenas privadas de sus tierras y sus medios de subsistencia. Finalmente, las grandes ganancias para los narcotraficantes incentivan a los DTO a convertir el bosque en agricultura para lavar estas ganancias. "Mejorar" la tierra remota no solo permite que los narcotraficantes conviertan discretamente sus activos en ganancias privadas, sino que también legitima la presencia del DTO en el área. Aunque la conversión de tierras dentro de áreas forestales protegidas y comunidades indígenas es ilegal, los traficantes tienen la influencia política necesaria para garantizar la impunidad. En cuanto a las comunidades indígenas marginadas como en los pueblos de Honduras por el aumento de la actividad del narcotráfico, no tienen poder frente a la violencia y la corrupción de los narcos ; grupos de conservación en la región están amenazados y los fiscales estatales son sobornados para hacer la vista gorda a las "narco-zonas" ilegales. Según el Dr. Kendra McSweeney, de la Universidad Estatal de Ohio, la tasa de deforestación de referencia en la región de aproximadamente 20 km2 por año se ha acelerado a 60 km2 McSweeney cita la tasa de homicidios más alta del mundo en Honduras, explicando que los conservacionistas "no respiran una palabra de [narcotráfico], por miedo... todos han sido silenciados". Grupos ecologistas internacionales han señalado la muerte de Jairo Mora Sandoval como un ejemplo de este tipo de silenciamiento de los conservacionistas por parte de narcotraficantes, lo que indica que los efectos ecológicos y sociales del narcotráfico se han sentido en toda América Central.

### Crecimiento de la población
A medida que los países de esta región continúan desarrollándose, la gran cantidad de personas, así como el comercio con los países desarrollados, ejerce presión sobre los recursos naturales al crear muchas de las situaciones discutidas anteriormente, como la limpieza de tierras necesaria para la agricultura y la vivienda. Otro estudio muestra que el crecimiento de la población y el desarrollo tecnológico en América Central (el punto de acceso a la biodiversidad mesoamericano) tiene un impacto directo en la tasa de deforestación.

## Impacto ambiental
De manera similar a la selva amazónica, el bosque centroamericano también "aumenta la humedad local a través de la transpiración". Sin la humedad adicional de la transpiración, los totales de lluvia disminuyen significativamente. Además, con menos humedad en el aire viene la mayor susceptibilidad al fuego. Estas ramificaciones locales son bastante graves y afectan la calidad de vida de las poblaciones circundantes, especialmente de los pueblos pobres y rurales que dependen de la tierra para su subsistencia. Además de la presión sobre el medio ambiente local, la destrucción de las selvas tropicales tiene "un impacto más amplio, que afecta el clima global y la biodiversidad".

## Acciones contra la deforestación
Muchos países han emprendido planes para conservar y reponer el bosque en respuesta al reciente aumento de la deforestación. Por ejemplo, en Nicaragua, el manejo forestal consiste en pasar de la extracción maderera a la extracción no maderera junto con métodos de tala sostenible. En Costa Rica, las carreteras de tala que una vez habían aumentado el problema de la deforestación se están investigando como posibles vías de reforestación. Además, a mediados de la década de 1990, se implementaron "prácticas de tala controladas por daños" para evitar la tala ilegal rampante.